# Lutz Claes

Lutz-Eberhard Claes

Lutz Claes (* 6. März 1944 in Nordhausen am Harz) ist ein deutscher Wissenschaftler.

## Biographie
Von 1990 bis 2009 Lehrstuhlinhaber für Unfallchirurgische Forschung und Biomechanik an der Universität Ulm und von 1995 bis 2009 Direktor des Instituts für unfallchirurgische Forschung und Biomechanik der Universität Ulm.
Nach der Lehre als Werkzeugmacher und einem Fachhochschulstudium im Jahr 1964 (Maschinenbau) an der Fachhochschule Ulm, erfolgte eine Tätigkeit in der Automobilindustrie. Nach einem weiteren Studium ab 1968 an der Technischen Universität München (Dipl. Ing. Maschinenbau) ging er ab 1973 einer Tätigkeit als wissenschaftlicher Mitarbeiter in der Abteilung Experimentelle Chirurgie der Universität Ulm nach. 1977 absolvierte er eine Promotion zum Dr. rer. biol. hum., Leiter des Forschungslabors für experimentelle Traumatologie der Klinik für Unfallchirurgie der Universität Ulm. 1981 Habilitation im Fachgebiet Experimentelle Chirurgie. 1987 Ernennung zum Universitätsprofessor ( C2) für Experimentelle Traumatologie. 1990 Berufung auf den Lehrstuhl für Unfallchirurgische Forschung und Biomechanik (C4).
1995-2009 Direktor des Institutes für Unfallchirurgische Forschung und Biomechanik der Universität Ulm (1).
Er ist Autor von mehr als 500 Publikationen (2), mehrerer Bücher und Inhaber mehrerer wissenschaftlicher Preise. Seine Forschung wurde mit Mitteln der Deutschen Forschungsgemeinschaft (DFG), des Bundesministeriums für Bildung und Forschung (BMBF), der Europäischen Gemeinschaft (EU), von Stiftungen und der Wirtschaft unterstützt.

## Positionen in wissenschaftlichen Gesellschaften
- Vorstand European Society of Biomechanics, 1984–1988
- Präsident der Deutschen Gesellschaft für Biomaterialien, 1995
- Präsident der Deutschen Gesellschaft für Wirbelsäulenchirurgie, 1996 / 1997
- Präsident der Deutschen Gesellschaft für Biomechanik, 1997 / 1998
- Präsident der International Society for Fracture Repair, 2000 / 2002

## Auszeichnungen (Auswahl)
- 1985 Wissenschaftspreis der Stadt Ulm
- 1988 Wissenschaftspreis der Deutschen AO
- 1996 Johann-Friedrich-Dieffenbach Büste der Deutschen Gesellschaft für Unfallchirurgie
- 1998 Karl Heinz Beckurts Preis, Karl Heinz Beckurts-Stiftung
- 2006 Friedrich Pauwels Medaille 2006 der Deutschen Gesellschaft für Orthopädie
- 2017 Huiskes Medallie, Europien Society of Biomechanics
- 1986 University of Clemson, USA Ruf als Professor für Bioengineering
- 1989 Ruf auf den Lehrstuhl für Biomechanik an der Technischen Universität Hamburg-Harburg
- 2004-2008 Gewählter DFG-Fachkollegiat für Unfallchirurgie
- 2007 Ehrenpräsident der Deutschen Gesellschaft für Biomechanik

## Themenschwerpunkte
Experimentelle Forschung und Grundlagenforschung zu Verletzungen und Erkrankungen des Bewegungsapparates mit Schwerpunkten auf die Mechano-Biologie der Frakturheilung, die Biomechanik des Kniegelenks und der Wirbelsäule sowie die Entwicklung und Testung von Biomaterialien.

## Schriften (Auswahl)
- Fracture healing under healthy and inflammatory conditions Lutz Claes;Stefan Recknagel;Anita Ignatius. Nature Reviews Rheumatology (2012)
- Magnitudes of local stress and strain along bony surfaces predict the course and type of fracture healing L.E Claes;C.A Heigele. Journal of Biomechanics (1998).
- Influence of size and stability of the osteotomy gap on the success of fracture healing Lutz Claes;Peter Augat;Gebhard Suger;Hans-Joachim Wilke. Journal of Orthopaedic Research (1997)
- New in vivo measurements of pressures in the intervertebral disc in daily life.' Hans–Joachim Wilke;Peter Neef;Marco Caimi;Thomas Hoogland. Spine (1999)
- In vitro biocompatibility of bioresorbable polymers: poly(L, DL-lactide) and poly(L-lactide-co-glycolide) Anita Ignatius;Lutz Claes. Biomaterials (1996)

| Personendaten    | Personendaten             |
| ---------------- | ------------------------- |
| NAME             | Claes, Lutz               |
| KURZBESCHREIBUNG | deutscher Wissenschaftler |
| GEBURTSDATUM     | 6. März 1944              |
| GEBURTSORT       | Nordhausen am Harz        |